# Дарвінів горбик

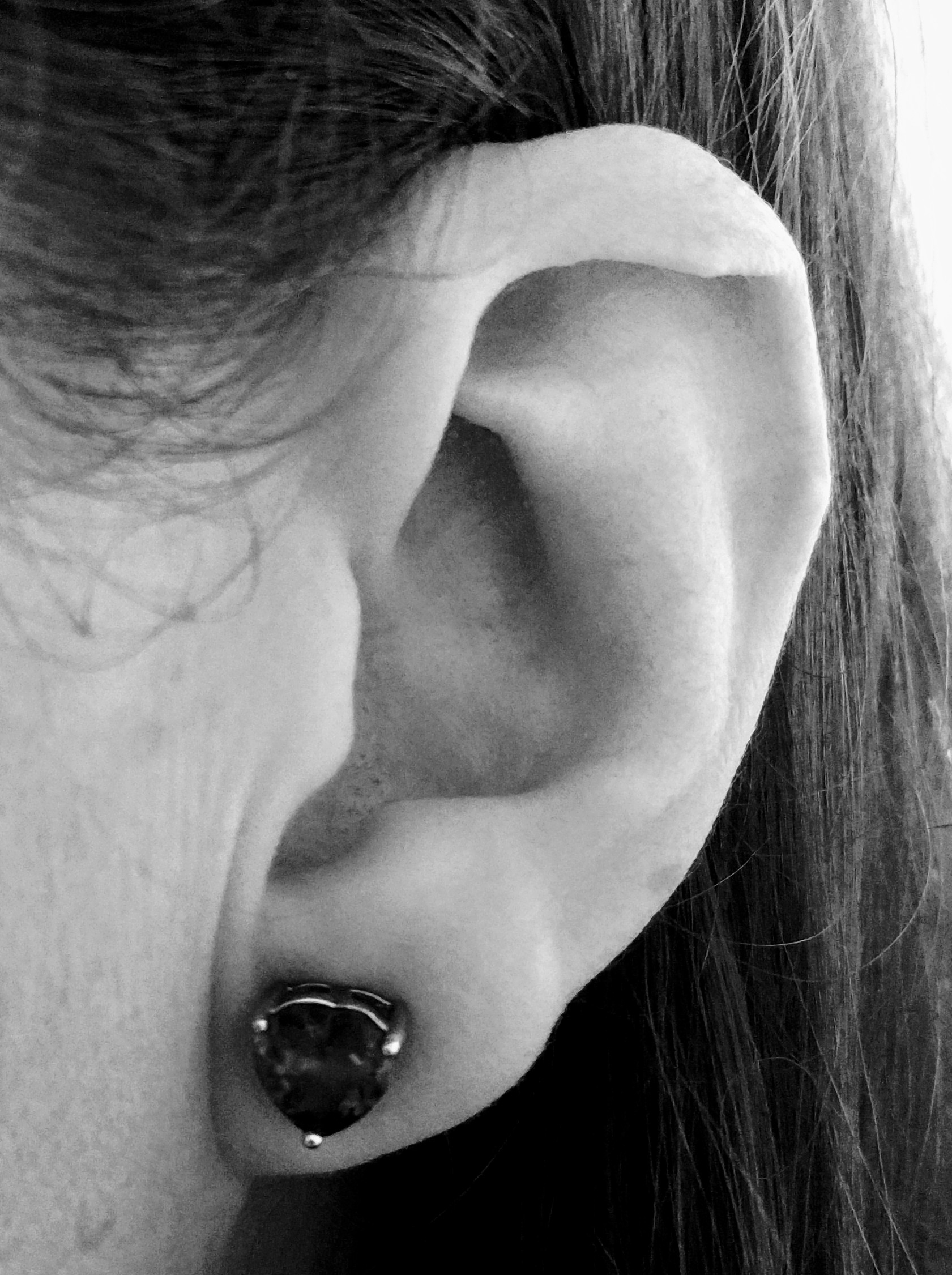
Дарвінів горбик (вушна раковина)

Дарвінів горбик (або горбик вушної раковини ) — це атавізм вуха, який часто проявляється у вигляді потовщення на вушній раковині на з’єднанні верхньої та середньої третин.

## Історія

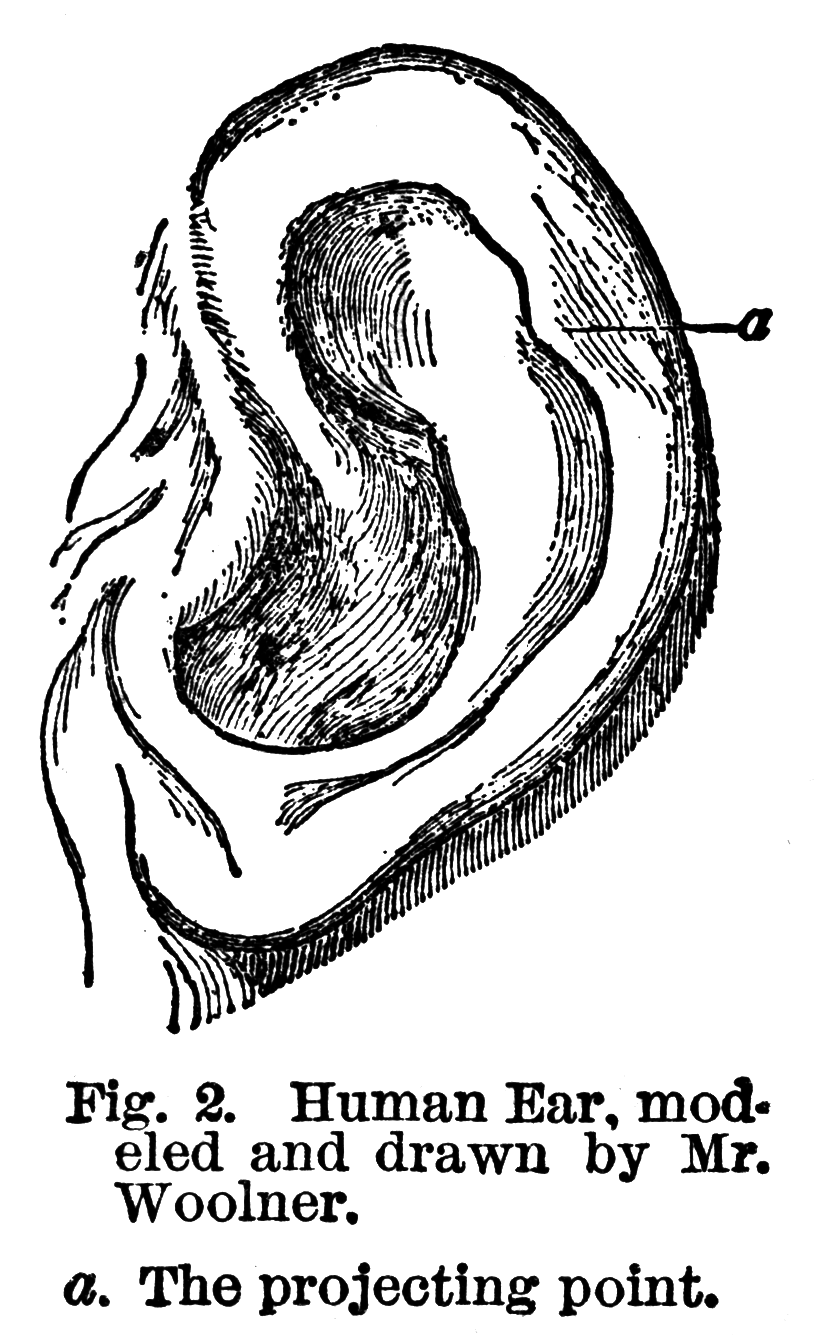
Скан малюнка 2 із «Походження людини» Дарвіна, друге видання, що ілюструє горбок Дарвіна

Ця атавістична особливість називається так тому, що її опис вперше опублікував Чарльз Дарвін на перших сторінках книги «Походження людини та відбір у зв’язку зі статтю » як доказ рудиментарної особливості, яка вказує на спільне походження приматів із загостреними вухами. Однак сам Дарвін назвав його Вулнерівським наконечником на честь Томаса Вулнера, британського скульптора, який зобразив його на одній зі своїх скульптур і вперше припустив, що це атавістична особливість. 

## Поширення
Ця особливість присутня приблизно у 10,4% дорослого населення Іспанії, 40% дорослих в Індії та 58% шведських школярів.     Цей загострений вузлик являє собою кінчик вуха ссавців . Ця ознака потенційно може бути двосторонньою, тобто наявною на обох вухах, або односторонньою, коли вона присутня лише на одному вусі. Існують неоднозначні докази щодо того, чи двостороннє чи одностороннє вираження пов’язане з популяцією чи іншими факторами. Деякі популяції виявляють повну двосторонність, тоді як інші можуть проявляти або односторонню, або двосторонню. Однак двосторонній, як видається, більш поширений, ніж односторонній, оскільки він стосується вираження ознаки.     

## Спадковість
Раніше вважалося, що ген горбка Дарвіна успадковується за аутосомно-домінантним типом з неповною пенетрантністю, тобто ті, хто володіє алелем (версією гена), не обов’язково матиме фенотип.  Проте генетичні та сімейні дослідження показали, що на наявність горбка Дарвіна може більше впливати середовище чи випадки розвитку, ніж лише генетика.    Немає чітких аргументів щодо того, чи має ця ознака значення в дослідженнях статевого диморфізму чи дослідженнях, пов’язаних із віком. У деяких дослідженнях є чіткі дані про те, що горбок Дарвіна не пов'язаний зі статтю.   Навпаки, інші вказують на те, що існує кореляція зі статевим диморфізмом між чоловіками та жінками, де в деяких популяціях чоловіки частіше мають горбок, ніж жінки.  Два дослідження показують, що у чоловіків похилого віку горбок Дарвіна більш виражений, ніж у літніх жінок. 

## Дивіться також
- Вухо
- Зовнішнє вухо
- Середнє вухо
- Внутрішнє вухо
- Рудимент